# Говтва (заказник)
Говтва — ландшафтний заказник місцевого значення в Україні. Розташований між селами Легейди, Горішнє, Маликівщина, Шафранівка та Тищенки Шишацького району Полтавської області.
Площа 531,1 га. Створено та розширено згідно з Рішеннями Полтавської обласної ради від 04.09.1995 року, від 30.01.1998 року та від 12.02.1999. Перебуває у користуванні Великобузівської та Гоголівської сільських рад, Шишацької селищної ради.
Охороняється цінна ділянка заплави річки Говтва з водно-болотними, лучними, лісовими та степовими природними комплексами.
Там, де русло річки промиває грунт, переважають майже незасолені високотравні болота. Тут зростають рогіз широколистий, осока гостроподібна, півники болотні, лепешняк великий, комиш лісовий, калюжниця болотна, гірчак земноводний, підмаренник болотний.
Ближче до берега, по краях заплави переважають засолені луки, де поширені ситник Жерара, тризубець морський, тризубець болотний, китник очеретяний, костриця східна, осока дворядна, осока віддаленоколоскова. На менш вологих ділянках трапляються кермек та солончакова айстра звичайна.
Правий підвищений берег Говтви, що прилягає до заплави, вкритий лучно-степовим різнотрав'ям: тонконіг вузьколистий, келерія гребінчаста, вика тонколиста, залізняк колючий, залізняк бульбистий. На стрімкіших схилах зростають степові види: ковила волосиста, типчак, наголоватки павутинясті, холодок багатолистий, волошка східна.
За степовими схилами вглиб берега простягається яр із кленово-липовим лісом з домішкою дуба звичайного та осики. У трав'яному покриві зростають типові рослини широколистяного лісу: конвалія звичайна, проліска сибірська, анемона жовтецева. 